# László Helyey
László Helyey (21 de mayo de 1948 - 3 de enero de 2014) fue un actor húngaro.
Era la voz de doblaje húngaro permanente de Gérard Depardieu y Donald Sutherland. También dobló a Morgan Freeman en varias películas.[cita requerida]

## Biografía
La base de su carrera como actor en 1968 fue como actor aficionado, siendo parte de Universitas Együttesbe. En 1975 se graduó en la Academia de Teatro y Cine, entonces Kaposvar Csiky Gergely, teatro donde fue contratado. A partir de 1978 fue parte del Teatro Nacional, y en 1982 fue miembro fundador del Teatro Katona József. Desde el año 1984, una vez más regresa al Kaposvar Csiky Gergely Teatro en 1986, y al Teatro Nacional donde continuó su carrera como actor. Desde 1987, fue parte del Teatro Szolnok Szigligeti y en 1989 del Kaposvar Csiky Gergely Teatro de nuevo. Desde 1992 fue parte de la Cámara de Budapest.